# ロリーナ・マッケニット
ロリーナ・マッケニット（Loreena Isabel Irene McKennitt、C.M.、1957年2月17日 - ）は、カナダ出身のシンガーソングライター、ケルティック・ハープ奏者。ケルト音楽を中心に、アジア、アフリカ、スペイン等様々な地域の民族音楽を持ち込んだ音楽を指向している。

## 来歴
マニトバ州モーデンで、アイルランド及びスコットランド系の家庭に生まれた。1981年にオンタリオ州に移る。
1985年、自主レーベルのQuinlan Roadから、デビュー・アルバム『エレメンタル』発表。キャリア初期は、トラッド・ソングを中心に歌っていたが、3作目の『パラレル・ドリームス』（1989年）は、半数以上の楽曲がロリーナのオリジナルで、以後、オリジナル曲の比重が増していく。
その後、ワーナー・ブラザース・レコードと契約し、1991年に同社からの第一弾アルバム『ザ・ヴィジット』発表。同作は、ジュノー賞のベスト・ルーツ/トラディショナル・アルバム部門を受賞し、ビルボード誌のニュー・エイジ・チャートで3位に達する成功作となった。また、収録曲「Bonny Portmore」は、1994年公開の映画『ハイランダー3/超戦士大決戦』（日本公開は1995年）のサウンドトラックで使用された。
1993年、アルバム『マスク・アンド・ミラー』を発表。一部の楽曲をドーナル・ラニーと共同プロデュース。同作も再びジュノー賞ベスト・ルーツ/トラディショナル・アルバム部門を受賞し、更にアメリカでもBillboard 200へのチャート・インを果たす（最高143位）。
同年、マイク・オールドフィールドのヨーロッパ・ツアーに前座として同行。
1994年、映画『サンタクローズ』に楽曲が使用される。以降、アメリカ、カナダでは多くの映画やテレビドラマで彼女の作品が使用されることになる。
1995年、チーフタンズと共に日本公演を行う。
1997年、アルバム『ザ・ブック・オブ・シークレッツ』を発表。元ペンタングルのダニー・トンプソン等が参加。同作は、Billboard 200で最高17位という大成功を収め、同作収録曲「マルコ・ポーロ」は、日本では愛・地球博と連動したオムニバス・アルバム『Love the Earth』（2005年）にも収録された。シングル「The Mummers' Dance」は英・米でもヒットを記録し、全世界で300万枚の売り上げとなった。彼女の最大のヒット曲、代表曲である。
また、女優としてBBC製作のテレビ・ドラマ「Screen Two - Heaven on Earth」への出演を果たしている。（旅行中の貴婦人の役）
1998年、婚約者を水難事故で失う。
1999年、ライヴ・アルバム『ライヴ・イン・パリ・アンド・トロント』を発表し、チーフタンズのアルバム『ティアーズ・オブ・ストーン』にも参加したが、以後、自己名義での音楽活動を停止。婚約者の死のショックが原因とされている。
2004年、カナダ勲章のメンバーを受勲。
2006年、9年ぶりとなるスタジオ・アルバム『アンシェント・ミューズ - 古代の女神』を発表し、活動を再開。
2008年、ディズニーのアニメ映画『ティンカー・ベル』のために楽曲（自己名義のアルバムには未収録）を提供し、ナレーターも勤めている。
2010年2月12日、バンクーバーオリンピック開会式に登場し、「The Old Ways」を歌唱した。
同年、アルバム『ザ・ウインド・ザット・シェイクス・ザ・バーリー - 麦の穂をゆらす風』を発表。

## ディスコグラフィ

### スタジオ・アルバム
- 『エレメンタル』 - Elemental（1985年）
- 『ドライヴ・ザ・コールド・ウインター・アウェイ』 - To Drive the Cold Winter Away（1987年）
- 『パラレル・ドリームス』 - Parallel Dreams（1989年）
- 『ザ・ヴィジット』 - The Visit（1991年）
- 『マスク・アンド・ミラー』 - The Mask and Mirror（1994年）
- 『ザ・ブック・オブ・シークレッツ』 - The Book of Secrets（1997年）
- The Best of Loreena Mckennitt (1997年)  ※コンピレーション・アルバム
- 『アンシェント・ミューズ - 古代の女神』 - An Ancient Muse（2006年）
- 『ミッドウインター・ナイツ・ドリーム』 - A Midwinter Night's Dream（2008年）
- 『地中海コレクション』 - A Mediterranean Odyssey（2009年）
- A Mummers' Dance Through Ireland...（2009年） ※コンピレーション・アルバム
- 『ザ・ウインド・ザット・シェイクス・ザ・バーリー - 麦の穂をゆらす風』 - The Wind that Shakes the Barley（2010年）
- The Journey So Far – The Best of Loreena McKennitt（2013年） ※コンピレーション・アルバム
- Lost Souls（2018年）

### ライブ・アルバム
- 『ライヴ・イン・パリ・アンド・トロント』 - Live in Paris and Toronto（1999年）
- 『ナイツ・フロム・ジ・アルハンブラ』 - Nights from the Alhambra（2007年）
- A Mediterranean Odyssey（2009年）
- Troubadours On the Rhine（2012年）

### EP
- A Winter Garden: Five Songs for the Season（1995年）

現在は廃盤だが、全曲とも『ミッドウインター・ナイツ・ドリーム』に再収録された
- Live in San Francisco at the Palace of Fine Arts（1995年）一部の内容が異なる同名のプロモーション盤が存在する
- Words and Music（1997年）

### 参加作品
- チーフタンズ 『ティアーズ・オブ・ストーン』 - Tears of Stones (1999年)
- 『ティンカー・ベル』 - Tinker Bell (同名映画のサウンドトラック盤）(2008年)

### オムニバス作品
- Highlander III Sorcerer - Final Dimension (同名映画のサウンドトラック盤）(1994年)
- The Mists Of Avalon (As Brumas de Avalon) (同名映画のサウンドトラック盤）(2001年)

その他、ケルト系を集めたオムニバス・アルバムの多くに彼女の曲が収録されている。